# Andrachne brittonii
Andrachne brittonii är en emblikaväxtart som beskrevs av Ignatz Urban. Andrachne brittonii ingår i släktet Andrachne och familjen emblikaväxter. Inga underarter finns listade i Catalogue of Life.